# Properz

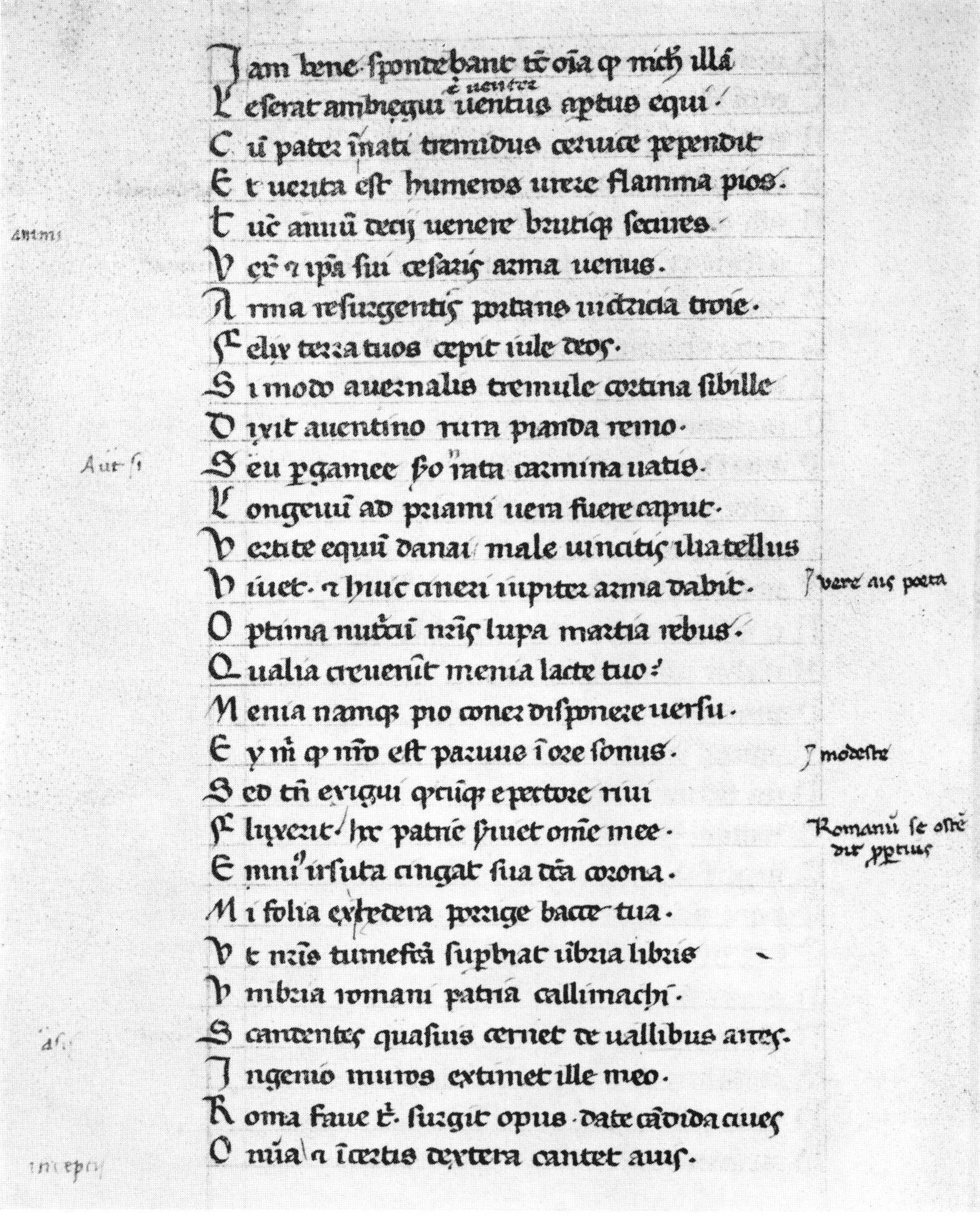
Elegien des Properz in einer Handschrift im Besitz des Humanisten Coluccio Salutati. Florenz, Biblioteca Medicea Laurenziana, Plut. 36, 49, fol. 57v

Sextus Aurelius Propertius (deutsch Properz; * etwa 47 v. Chr. in Assisi; † spätestens vor 2 v. Chr.) gehörte gemeinsam mit Cornelius Gallus, Tibull und Ovid zu den Vertretern der römischen Liebeselegie, die in der zweiten Hälfte des ersten Jahrhunderts v. Chr. ihre kurze Blüte hatte.

## Leben
Das Geburtsdatum von Sextus Propertius ist nicht überliefert. Das Arbeitsdatum seiner ersten Werke und seine Aufnahme in den Dichterkreis des Maecenas sprechen dafür, dass er etwa 47 v. Chr. geboren ist. Sein Geburtsort war Assisi. Vermutlich gehörte seine Familie dem Ritterstand an und verfügte über Landbesitz. Dies kann ein Grund sein, warum sich Properz bereits in jungen Jahren sein Dichten finanzieren konnte. Wie auch später die Dichter Tibull und Ovid verzichtete er auf die politische Ämterlaufbahn. Im Jahre 41 v. Chr. verlor Properz einen Teil seines Landbesitzes durch die Landverteilungen und Enteignungen der Triumvirn. Properz dichtete Elegien. Die aus Grabepigrammen entstandenen distichischen Lieder, die vorzüglich Themen über Liebe, Schmerz und Zurückweisung behandelten, waren Mitte des ersten Jahrhunderts v. Chr. nach dem Dichter Catull eine neue Gattung römischer Dichtung geworden, in der sich viele jüngere Adlige versuchten. Cicero nannte diese Dichter abfällig Neoteroi (= junge Männer), was zur Gattungsbezeichnung Neoteriker führte. Diese Neoteriker wandten sich mit ihren Gedichten bewusst von den politischen und militärischen Geschehnissen ihrer Zeit ab und flüchteten sich in private Traumwelten und Liebesabenteuer. Besonders aber waren sie experimentierfreudig, was die Komposition dichterischer Kleinformen betraf. Dieselbe Experimentierfreude zeigte der junge Properz mit seinem ersten Elegienbuch. Er erweiterte dort, aufbauend auf dem Epigramm, mit großem Einfallsreichtum die Motive der alten Dichtungsgattung. Das Erstlingswerk erregte solche Aufmerksamkeit, dass der Dichter in den Kreis des Maecenas aufgenommen wurde.
Auch das Todesdatum des Properz ist nicht überliefert. Da sein Name in einem Katalog von Dichtern in Ovids Remedia amoris erwähnt wird, dürfte er vor dem Jahr 2 v. Chr. gestorben sein, denn eine solche Erwähnung setzte nach antiker Praxis den Tod des Dichters voraus.
Die neuere Forschung ist der Meinung, dass das elegische Ich nicht mit der Person des Dichters gleichgesetzt werden darf: Vielmehr handele es sich bei seinen Elegien um Rollengedichte.

## Überlieferung
Während die Zeitgenossen den Stil des Properz als genauso elegant und flüssig empfanden wie den Tibulls oder Ovids, ist der heute überlieferte Text an vielen Stellen schwer verständlich. Wegen der offensichtlichen Brüche sowohl in der Sprache als auch im Gedankengang der Elegien ist die Forschung heute von einer weitgehenden Verunreinigung des ursprünglichen Textes überzeugt. Die Heilung des Textes wurde schon von vielen Gelehrten versucht, einige sehen die Tilgung ganzer Verse als unumgänglich an; diese Verse wären zunächst als Kommentare von Lesern am Rand notiert und beim weiteren Abschreiben in den eigentlichen Text eingefügt worden. Es gibt aber auch Stimmen von Forschern, die so weit wie irgend möglich am überlieferten Text festhalten wollen.

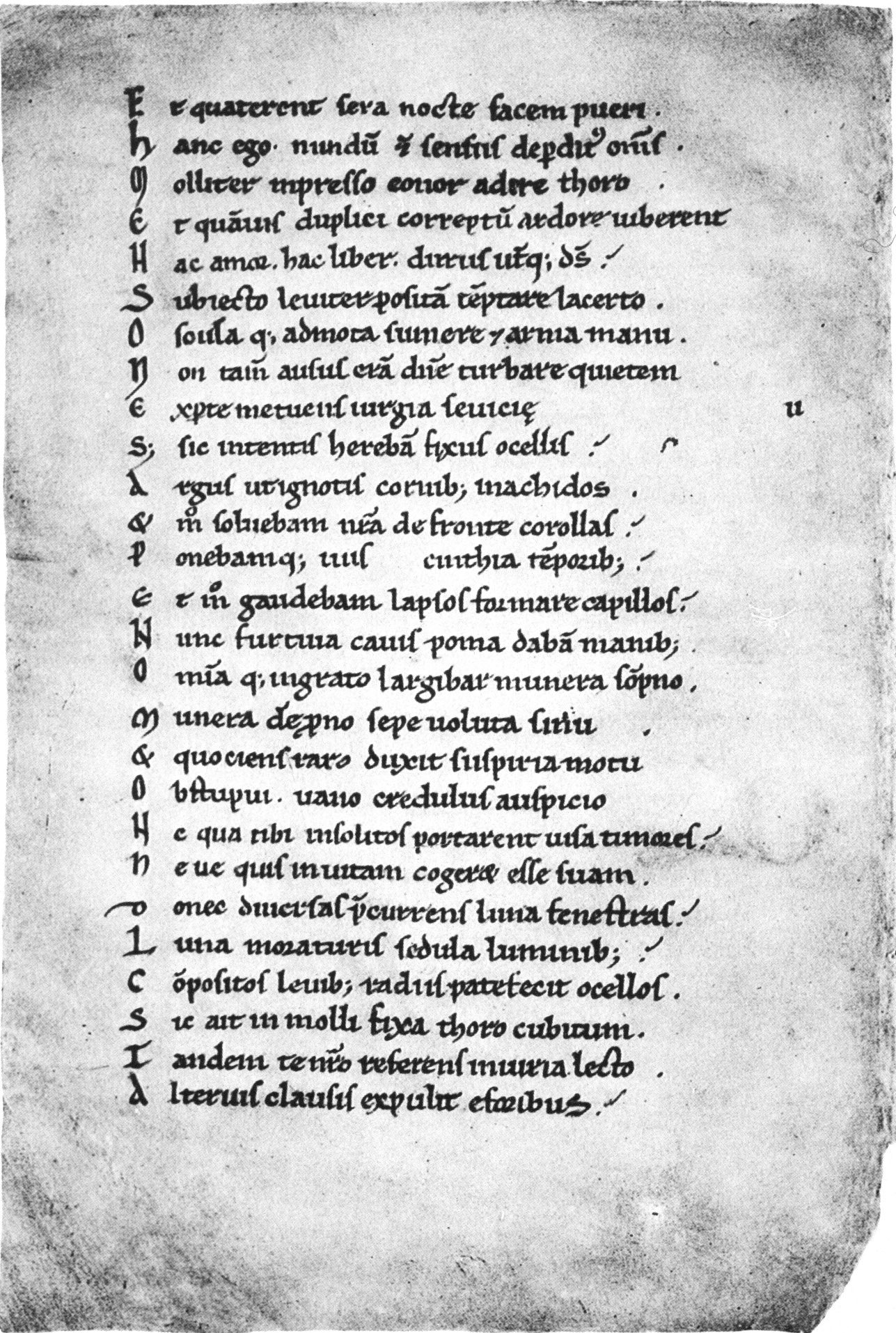
Elegien des Properz in der Handschrift Wolfenbüttel, Herzog August Bibliothek, Gudianus 224, fol. 2v (spätes 12./frühes 13. Jahrhundert)

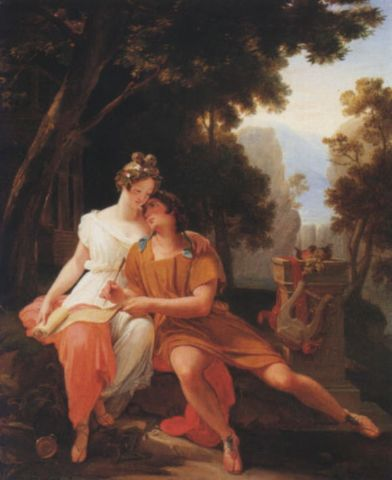
Auguste Jean Baptiste Vinchon: Propertius und Cynthia in Tivoli

## Werk
Von Properz sind uns ausschließlich Elegien überliefert. Das erste seiner vier Bücher, auch Monobiblos genannt, ist vermutlich vor 28 v. Chr. veröffentlicht worden. In den 22 Elegien wird hauptsächlich die Liebe des elegischen Ichs zu einem Mädchen namens Cynthia thematisiert. Schon in der ersten Elegie wird Cynthia als Herrin dargestellt, die den armen Liebenden durch ihre lieblichen Augen gefangen genommen hat. Hinter dem Pseudonym der Cynthia soll sich nach Apuleius eine gewisse Hostia verbergen.
Cynthia ist auch Hauptperson des zweiten Buches, das kurz nach dem Tod des Gallus, etwa 26 v. Chr., erschien. Mit seinen 35 Elegien ist es das längste Buch, jedoch sind die Grenzen der überlieferten Elegien strittig. Es gibt Einteilungen zwischen 34 und 49 Elegien. Das Dichten selbst wird stärker thematisiert als im ersten Buch.
Das dritte Buch wurde etwa um 23 v. Chr. veröffentlicht. Im ersten Gedicht stellt sich das Werk direkt in die Nachfolge der hellenistischen Dichter Kallimachos und Philetas. Cynthia ist nur noch in fünf Elegien zentrales Thema. Häufig greift Properz auf die recusatio (entschuldigende Zurückweisung) zurück, indem er die Abfassung eines preisenden Epos auf Augustus zugunsten der kleineren poetischen Gattung (hier der Liebeselegie) ablehnt. Durchaus umstritten in der Forschung ist die Interpretation der einzelnen recusationes. Heute wird  zumeist die recusatio als raffinierte Form der praeteritio (latein. Übergehen) verstanden, in welcher der Gegenstand genannt und dann gekonnt übergangen, also indirekt eben doch gewürdigt wird.
Das vierte und letzte Buch, bestehend aus elf Elegien, erschien etwa 16 v. Chr. Es wechseln sich erotische und aitiologische Elegien ab (letztere haben Ursprungssagen zu Bräuchen, Namen oder ähnlichem zum Thema); nur noch zwei Elegien (7 und 8) sind an Cynthia gerichtet. In Elegie 7 erscheint die verstorbene Cynthia dem Dichter als Gespenst im Schlaf, beschimpft ihn wegen seiner wiederholten Untreue und unzureichender Totenwache, verlangt, dass er alle Gedichte über sie verbrennt und bittet nur um ein kurzes Epitaph am Ufer des Anio; in Elegie 8 ist sie dann wieder lebendig und überrascht Properz beim Versuch mit zwei Frauen Sex zu haben, der aber an seiner unzureichender Erektion scheitert. Cynthia vertreibt die beiden Frauen, verprügelt Properz, entsühnt das Bett und versöhnt sich mit dem (nunmehr wieder potenten) Dichter. Der deutsche Altphilologe Peter Habermehl deutet beide Gedichte als aufeinander bezogen: Als Abschluss des scheinbar ausgereizten Themas der elegischen Liebe gehe er „noch einmal aufs Ganze […], in einer grandiosen dramatischen Verdichtung des Stoffs zum Diptychon, in dem vitalen Kontrapost Moll und Dur, bürgerliches Trauerspiel vs. Who’s Afraid of Cynthia Woolf?“. Die Elegie 6 auf die Seeschlacht bei Actium bildet den Mittelpunkt des Buches; die abschließende Elegie ist eine Rede der verstorbenen Cornelia, einer Tochter der zweiten Frau des Augustus. Wie nicht nur die beiden letztgenannten Elegien zeigen, präsentiert sich Properz im vierten Buch als augusteischer Dichter, der nicht mehr nur die Liebe (wie besonders im Frühwerk), sondern auch historische und mythologische Stoffe in größerem Umfang zu Themen seiner Werke macht.

## Vorbilder
Als Vorbilder nennt Properz die hellenistischen Dichter Kallimachos und Philetas von Kos, außerdem Mimnermos sowie (im zweiten Buch) die Römer Catull, Calvus und Varro Atacinus. Wegen Parallelen zu Tibull und zur zehnten Ekloge Vergils wird auch Gallus als Vorbild angenommen. Auch der Einfluss griechischer Epigramme wie etwa der Sammlung „Der Kranz des Meleager“ ist erkennbar.

## Textausgaben, Übersetzungen, Kommentare
- Die Gedichte des Properz. Deutsche Nachdichtung. Übersetzt, mit einer Einleitung versehen und hrsg. von Paul Mahn, Berlin 1921
- Sex. Propertii Elegiarum libri IV. Hrsg. von Mauritius Schuster & Franz Dornseiff, ed. alteram, Leipzig 1958. (Teubneriana)
- Properz: Elegien. Lateinisch und deutsch, hrsg. und übers. von Wilhelm Willige, 2. verb. Aufl., München 1960. (Sammlung Tusculum)
- Sexti Properti Carmina. Hrsg. von E. A. Barber, ed. altera, Oxford 1960. (Oxford Classical Texts)
- Propertius: Elegies. Lateinisch / Englisch, hrsg. und übers. von G. P. Goold, Cambridge (MA) 1990. (Loeb Classical Library)
- Properz / Tibull: Liebeselegien. Lateinisch-Deutsch, neu hrsg. und übers. von Georg Luck, Zürich & Düsseldorf 1996. (Sammlung Tusculum)
- Properz: Sämtliche Gedichte. Lateinisch / Deutsch, hrsg. und übers. von Burkhard Mojsisch, Hans-Horst Schwarz, Isabel J. Tautz & Dominique Kappert, Stuttgart 2005. (Reclam)
- Sexti Properti Elegiarum libri IV. Hrsg. von Paolo Fedeli, ed. correctioris, München & Leipzig 2006. (Teubneriana)
- Sexti Properti Elegos. Hrsg. von Stephen J. Heyworth, Oxford 2007. (Oxford Classical Texts)
- Sextus Propertius: Elegien. Lateinisch und deutsch, hrsg., eingel. und übers. von Dieter Flach (Texte zur Forschung, Band 99), Darmstadt 2011. (Wissenschaftliche Buchgesellschaft)
- Sextus Propertius: Elegien. Kommentar von Dieter Flach. Darmstadt 2011.